# The Feast and the Famine
"The Feast and the Famine" es una canción de la banda estadounidense de rock alternativo Foo Fighters. Es la segunda canción y segundo sencillo de su octavo álbum de estudio, Sonic Highways. La canción fue lanzada el 24 de octubre de 2014.

## Antencedentes
La canción está inspirada en la icónica escena hardcore punk de Washington, D. C., con la banda habiendo viajado a ocho ciudades diferentes de Estados Unidos para grabar cada tema del álbum Sonic Highways. La canción fue grabada en el Inner Ear Studio del condado de Arlington, Virginia, con la participación en voces de Pete Stahl y Skeeter Thompson, de la banda de punk originaria de Bailey's Crossroads, Virginia, Scream. 
La canción se tocó por primera vez en vivo en el club Black Cat de Washington, D. C., el 24 de octubre de 2014.

## Videoclip
Durante el episodio "Washington D. C." de la serie de televisión Foo Fighters: Sonic Highways, la banda interpretó la canción en los estudios Inner Ear Studios. Al igual que con Something From Nothing, el video musical también cuenta con la letra de la canción apareciendo de fondo. La banda de hip hop indie RDGLDGRN hace una aparición al final del video.
- Datos: Q18340992